# Braga
Braga (portugalsko: [ˈbɾaɣɐ] ()) je mesto in občina, glavno mesto severozahodnega portugalskega okrožja Braga ter zgodovinske in kulturne province Minho. Občina Braga je imela 193.333 prebivalcev (leta 2021), kar predstavlja sedmo največjo občino na Portugalskem po številu prebivalcev. Njena površina je 183,40 km². Njegovo strnjeno urbano območje se razteza do reke Cávado in je tretje najbolj naseljeno urbano območje na Portugalskem, za metropolitanskima območjema Lizbone in Porta.
Gosti najstarejšo portugalsko nadškofijo, nadškofijo katoliške cerkve Braga, in je sedež španskega primasa. V času Rimskega cesarstva, takrat znanega kot Bracara Augusta, je bilo naselje glavno mesto rimske province Gallaecia, kasneje pa bo postalo glavno mesto kraljestva Svebov, ki je bilo eno prvih ozemelj, ki se je v 5. stoletja ločilo od Rimskega cesarstva. V notranjosti mesta je tudi grajski stolp, ki si ga lahko ogleda. Danes je Braga med najbolj znanimi podjetniškimi in tehnološkimi središči v državi ter glavno središče za notranjo severno Portugalsko in je pomembna postaja na portugalski poti svetega Jakoba. Mesto je gostilo dve tekmi UEFA Euro 2004 in je bilo leta 2012 Evropska prestolnica mladih.

## Zgodovina

### Predrimsko obdobje
Človeška okupacija regije Braga sega več tisoč let nazaj, dokumentirana z ostanki monumentalnih struktur, ki se začnejo v megalitskem obdobju. Med železno dobo se je kultura Castro razširila na severozahod, za katero so značilna ljudstva Bracari, ki so zasedla višine v strateško lociranih utrjenih naselbinah (castrum).
Regija je postala domena Callaici Bracarii, keltskega plemena, ki je zasedlo današnjo severno Portugalsko, Galicijo in Asturijo na severozahodu Iberije.

### Rimska vladavina
Rimljani so začeli osvajati regijo okoli leta 136 pr. n. št., končali pa so jo z osvojitvijo severnih regij v času vladavine cesarja Avgusta. Mesto Bracara Augusta je bilo ustanovljeno leta 16 pr. n. št.; v okviru upravne reorganizacije teh rimskih pridobitev je bila Bracara ponovno posvečena cesarju, ki je prevzel ime Bracara Augusta. Mesto Bracara Augusta se je močno razvilo v 1. stoletju in doseglo največji razmah okoli 2. stoletja.
Proti koncu 3. stoletja je cesar Dioklecijan mesto povišal v status glavnega mesta upravnega območja Conventus bracarensis, jugozahodnega območja novoustanovljene rimske province Gallaecia.

### Braga v pozni antiki in srednjem veku
Mesto je pesnik Avzonij v 4. stoletju opisal kot uspešno. Med letoma 402 in 470 je prišlo do germanskih vpadov na Iberski polotok, območje pa so osvojili Svebi, germansko ljudstvo iz srednje Evrope. Po zapisih je bilo mesto zaščiteno z obzidjem, ki je še vedno v uporabi od 3. stoletja, stari rimski amfiteater pa so preuredili v trdnjavo. Leta 410 so Svebi ustanovili kraljestvo v severozahodni Iberiji, ki je zajemalo današnjo severno polovico Portugalske, Galicijo in Asturijo, ki so jo ohranili kot Gallaecia, in imeli Bracaro za glavno mesto. To kraljestvo je ustanovil Hermeric in je trajalo več kot 150 let. Vendar pa sta odhod Vandalov in prihod Vizigotov v regijo prinesla novo nestabilnost. Med letoma 419 in 422 so Brago ogrožali Vandali, zato se je pripravila na obleganje, zaprla vrata in jih ni hotela odpreti; to je povzročilo uničenje okoliške pokrajine. Kljub temu so se Svebi med letoma 429 in 455 vojaško vrnili v Iberijo in okrepili svojo oblast v Galeicii in Luzitaniji. Leta 455, ko je vizigotski kralj Teodorik II. plenil Brago in popolnoma uničil številne zgodovinske in arheološke zapise, je svebski kralj Rehijar ranjen pobegnil iz mesta v Porto. Še vedno pa obstajajo zapisi o seznamu škofij in župnij Braga, narejenem leta 570. Okoli leta 584 so Vizigoti od Svebov prevzeli stalni nadzor nad Galaecijo in Braga je postala glavno mesto province.
Ker zgodovinarji še vedno niso prepričani o datumu kapele São Pedro de Balsemão v Lamegu, trenutno Braga gosti najstarejšo kapelo na Portugalskem, kapelo São Frutuoso. Kapelo so zgradili Vizigoti na vrhu rimskega Asklepijevega templja in je bila narejena za kraljevo kapelo. Leta 656 n. št. jo je posvetil sveti Fruktuoz Bragški, da bi jo uporabili kot svojo grobnico.
Zgodovinski zapisi do sedaj kažejo, da je bil prvi znani škof v Bragi ime Paternus, ki se je slavno odpovedal priscilijanizmu na prvem koncilu v Toledu septembra 400 našega štetja. Imamo tudi zapise o škofu z imenom Balconius (415–447), ki naj bi bil tudi navzoč, ko je iberska duhovščina leta 435 sprejela nemškega duhovnika iz Arabije, ki ga je spremljalo več Grkov z novicami s koncila v Efezu (431). Balconius je bil tudi sodobnik in dopisnik papeža Leona I..
Tradicija pa pravi, da je bil sveti Peter Rateski prvi braški škof, Jud, ki ga je na to vlogo osebno povzdignil sveti Jakob. Tudi drugi škof, sveti Ovidij (um. 135 n. št.), včasih velja za enega prvih škofov tega mesta.
Braga je imela pomembno vlogo pri pokristjanjevanju Iberskega polotoka. V začetku 5. stoletja je Pavel Orozij (prijatelj Avguština iz Hipona) napisal več teoloških del, ki so razlagala krščansko vero. Medtem ko so se po zaslugi dela svetega Martina iz Brage Svebi v Iberiji med dvema sinodama, ki sta potekali tukaj v 6. stoletju, odpovedali arijanski in priscilijanski krivoverstvu. Prav tako je treba omeniti, da je bil Rehijar, svebski kralj, tudi prvi germanski kralj v Evropi, ki se je spreobrnil v kalcedonsko krščanstvo, pred Klodvikom I. Frankovskim. Takrat je Martin ustanovil tudi pomemben samostan v Dumiu (Dume), prav v Bragi pa je imela koncile braška nadškofija. Bilo je tudi nekaj poskusov nadaljnjega povišanja verskega statusa mesta, kot sta poskus Pavla Orozija in Avita iz Brage, da bi relikvije svetega Štefana prinesli iz Svete dežele v Brago. Prvotno je Avit zaupal dostavo relikvij Pavlu Oroziju, vendar je po prihodu na Majorko teolog izvedel novico o vdoru Vandalov na polotok in ustavil svoje romanje, da bi se vrnil v Severno Afriko. Relikvije nikoli niso prispele na cilj in njihova usoda ni znana.
Posledično so bragški nadškofje pozneje zahtevali naziv Primatus Totus Hispania, s čimer so zahtevali nadoblast nad celotno špansko cerkvijo. Kljub temu njihova avtoriteta ni bila nikoli sprejeta po vsej Hispaniji in danes so ohranili le naslov primasa Portugalske. Škof Balconius, ki je bil kasneje povzdignjen v prvega braškega nadškofa, po kasnejših virih pa je bil tudi prvi, ki je dobil omenjeni naziv.
Prehod od vizigotske vladavine do muslimanskega osvajanja Iberije je bil zelo nejasen in je predstavljal obdobje zatona za mesto. Mavri so leta 714–716 za kratek čas zavzeli Brago, vendar so jih krščanske sile pod vodstvom Alfonza I. Asturskega leta 741 (poleg Chavesa, Porta in Lamega) odbile z občasnimi napadi do leta 868, ko jih je dokončno izgnal Alfonz III. Asturski. Škofija je bila obnovljena leta 1070 in povzdignjena v nove višine. Prvi novi nadškof Peter iz Brage (?-1096) je takoj začel obnavljati stolnico (ki je bila v naslednjih stoletjih večkrat spremenjena). Po zgodovinskih zapisih in ustnem izročilu je nadškof Diego Gelmírez iz Santiaga de Compostele v strahu pred vzponom stolnice v Bragi ukradel relikvije bragških svetnikov, da bi zmanjšal verski pomen mesta. Relikvije so se v Brago vrnile šele v 1990-ih.
Po smrti Alfonza III. leta 908je bilo kraljestvo Asturija razdeljeno med njegove sinove. Kraljestvo Galicija je bilo dodeljeno Ordoñu II. Galicijskemu, ki je svojo prestolnico ustanovil v Bragi. Med letoma 1093 in 1147 je Braga postala rezidenčni sedež portugalskega dvora. V zgodnjem 12. stoletju sta portugalski grof Henrik in škof Geraldo de Moissac ponovno zahtevala nadškofijski sedež za Brago, z oblastjo nad velikim območjem v Iberiji. Okoli stolnice se je razvilo srednjeveško mesto, največjo oblast v mestu pa je imel nadškof.

### Braga v Kraljevini Portugalski
Braga kot glavno središče krščanstva v Iberiji je med rekonkvisto (do vzpona Santiaga de Compostele in kasneje osvojitve Toleda od muslimanov leta 1085) imela pomembno vlogo v srednjeveški politiki, saj je veliko prispevala k neodvisnost Portugalske s posredovanjem nadškofa Paia Mendesa v Vatikanu pri papežu Aleksandru III., kar je privedlo do razglasitve bule Manifestis Probatum leta 1179, ki priznava Portugalsko kot neodvisno kraljestvo pod Afonzom I.. Tradicionalno pravijo, da je bodočega kralja krstil sveti Gerald iz Brage, čeprav o natančni lokaciji še vedno potekajo razprave. Zaradi te podpore Afonzu I. je novi kralj mestu Braga dal velike privilegije in ga predal v neposreden nadzor Cerkve, tako da je v bistvu postal osebni fevd nadškofa. Ta pravni partikularizem se je nadaljeval vso zgodovino do ustanovitve republike, ki je mestu in njegovi okolici dala vzdevek Paiz Bracarense (v grobem prevodu 'dežela Braga').[21]
V 16. stoletju Braga zaradi svoje oddaljenosti od obale in statusa province ni imela koristi od pustolovščin, povezanih z dobo portugalskih odkritij (ki je bila naklonjena mestom, kot so Lizbona, Évora in Coimbra, novi sedeži portugalskega dvora). Vendar je nadškofu Diogu de Sousa, ki je sponzoriral številne urbanistične izboljšave v mestu, vključno s širitvijo ulic, oblikovanjem javnih trgov ter ustanovitvijo bolnišnic in novih cerkva, uspelo posodobiti skupnost. Stolnico je razširil in preoblikoval z dodajanjem nove kapele v manuelinskem slogu in na splošno spremenil srednjeveško mesto v renesančno mesto.
Podobno obdobje pomlajevanja se je zgodilo v 18. stoletju, ko so nadškofje rodbine Bragança najeli arhitekte, kot sta André Soares in Carlos Amarante, da posodobijo in pomladijo mesto; začeli so vrsto arhitekturnih preobrazb cerkva in civilnih ustanov v baročnem slogu, vključno z občinsko hišo, javno knjižnico, svetiščem Bom Jesus do Monte in številnimi mestnimi palačami. Luís de Sousa je bil še en glavni nadškof, ki je poleg drugih zaslug ukazal ponovno zgraditi cerkev župnije sv. Viktorja, ukazal povečati Campo de S. Ana, obnoviti cerkev sv. Vicenteja in kapelo sv. Sebastijana in gradnjo Igreje dos Congregados, ki bo kasneje monumentalizirana v sedanjo različico bazilike Congregados. Podobno je pod pokroviteljstvom tega diplomatskega nadškofa kanonik bragškega kapitlja João Meira Carrilho ukazal zgraditi kapelo kongregacije oratorija, ki je obstajala znotraj Campo de S. Ana (današnja Avenida Central). Stara trdnjava, zgrajena na vrhu rimskega amfiteatra, je še vedno stala v 18. stoletju (opis je nastal v času vladavine kraljice Marije I.), v južnem delu Maximinosa.
Leta 1758 je bila Braga, tako kot mnogi drugi kraji, vključena v popis, ki ga je zahtevala monarhija, pod 1. markizom Pombalom. Ti zapisi so znani kot župnijski spomini (Memórias Paroquiais), ki jih je mogoče pregledati iz različnih virov.
Marca 1809 je bilo prizorišče bitke pri Bragi, ko so francoske čete pod poveljstvom maršala Soulta prevzele mesto portugalski garniziji. Z invazijo francoskih vojakov je bilo med vojnami na polotoku mesto spet prestavljeno na status province. Toda do druge polovice tega stoletja so pod vplivom portugalskih priseljencev, ki so živeli v Braziliji, nov denar in okusi povzročili izboljšave arhitekture in infrastrukture.

### Braga v Republiki
Grad Braga, ki je bil v središču mesta, je bil uničen leta 1905 (na zelo priljubljen sejem), kljub poskusom, da bi ga rešili številni ljudje, kot je arheolog Albano Belino, ki je poskušal spremeniti lokacijo svojega občinskega muzeja v stavbo v poskusu zaščite. Belino, zgrožen, je utrpel možgansko kap, umrl naslednje leto in na koncu podaril svoje posestvo Arheološkemu muzeju društva Martins Sarmento de Guimarães. Sanje Albana Belina o ustanovitvi muzeja v Bragi so se uresničile šele leta 1918 z ustanovitvijo muzeja, ki je bil neposredno predhodnik regionalnega arheološkega muzeja Dom Diogo de Sousa.
28. maja 1926 je general Gomes da Costa začel svoj pohod proti Lizboni, s čimer je začel revolucijo 28. maja, kjer je odpravil Prvo republiko in uvedel diktatorsko vlado, ki je sčasoma postala Estado Novo. Ob deseti obletnici revolucije je mesto obiskal diktator António de Oliveira Salazar, ki je spodbudil velik sejem, parado in govor, ki ga je imel na balkonu mestne hiše. Nato se je diktator večkrat vrnil v mesto ob njegovi obletnici, na primer ob 40. obletnici.
V 20. stoletju se je Braga soočala s podobnimi obdobji rasti in zatona; demografski in mestni pritiski zaradi migracije iz mesta v podeželje so pomenili, da je bilo treba mestno infrastrukturo izboljšati, da bi zadostili večjim zahtevam.

## Geografija
Braga, ki je v osrčju Minha, je v prehodni regiji med vzhodom in zahodom: med gorami, gozdovi, velikimi dolinami, ravninami in polji, ki gradijo naravne prostore, oblikovane s človeškim posegom. Geografsko s površino 184 kvadratnih kilometrov meji na severu na občini Vila Verde in Amares, na severovzhodu in vzhodu na Póvoa de Lanhoso, na jugu in jugovzhodu z Guimarãesom in Vila Nova de Famalicão ter na zahodu z občina Barcelos.
Za topografijo v občini so značilne nepravilne doline, prepredene z gorskimi predeli, ki jih napajajo reke, ki tečejo vzporedno z glavnimi rekami. Na severu je omejena z reko Cávado, na jugu s terenom Serra dos Picos do višine 566 metrov in proti vzhodu s Serra dos Carvalhos do višine 479 metrov, odprto za občini Vila Nova de Famalicão in Barcelos. Ozemlje se razteza od severovzhoda proti jugozahodu in spremlja doline obeh rek, ki ju napajajo številni pritoki in tvorijo majhne planote.
Občina leži med 20 metri in 572 metri nadmorske višine, urbanizirano središče pa je na približno 215 metrih. Na severu, kjer občino označuje reka Cavado, je teren polraven, vzhod je hribovit zaradi Serra do Carvalho z 479 m, Serra dos Picos s 566 m, Monte do Sameiro s 572 m in Monte de Santa Marta s 562 m. Med Serra do Carvalho in Serra dos Picos teče reka Este, ki tvori dolino Vale d'Este. Podobno med Serra dos Picos in Monte do Sameiro obstaja planota Sobreposta-Pedralva. Na jugu in zahodu je teren mešanica kribov, planot in srednje velikih dolin, ki omogočajo prehod reke Este in rojevajo druga sotočja, vključno z reko Veiga, reko Labriosca in različnimi grapami.

### Podnebje
Braga ima toplo poletno sredozemsko podnebje podobno kot druga mesta na severozahodnem Iberskem polotoku, le da ima bistveno višje poletne temperature, ker je oddaljena od oceana: absolutni maksimum je toliko kot 5 °C višja kot v sosednji La Coruña ali Santiago de Compostela. Najvišja in najnižja zabeležena temperatura je 42.2 °C oziroma −6.3 °C.
Na podnebje vpliva Atlantski ocean, ki vpliva na zahodne vetrove, ki tečejo skozi doline v regiji in prenašajo velike vlažne zračne mase. Posledično je podnebje prijetno z jasno definiranimi letnimi časi. Zračne mase vplivajo na vzdrževanje jutranje relativne vlažnosti okoli 80 %: povprečne letne temperature se gibljejo med 12.5 °C in 12.5 °C. Zaradi nočnega hlajenja se zmrzal običajno pojavlja pogosto med tremi in štirimi meseci v letu (približno 30 dni zmrzali letno), letno pa regija prejme 1449 mm padavin, največja intenzivnost pa med jesenjo/zimo in pomladjo.

### Družbena geografija
Občina je gosto poseljena, na kvadratni kilometer živi približno 962 prebivalcev, kar ustreza 181.474 prebivalcem (2011); je eno izmed bolj naseljenih ozemelj na Portugalskem, pa tudi eno izmed 'mlajših' trgov. Večina prebivalstva je skoncentrirana v samem mestnem območju Brage, kjer je gostota več kot 10.000 prebivalcev na kvadratni kilometer.
Prebivalstvo je sestavljeno iz približno 78.954 moških in 85.238 žensk, pri čemer je 35 % prebivalcev mlajših od 25 let, medtem ko starejši predstavljajo 11 % prebivalstva; delovno aktivno prebivalstvo občine zavzema 54 % te strukture. Čeprav so večinoma domači Portugalci, drugi segmenti prebivalstva vključujejo Brazilce, Afričane (predvsem iz nekdanjih portugalskih kolonij), Kitajce in vzhodnoevropska ljudstva, namreč Ukrajince.
Upravno je občina razdeljena na 37 civilnih župnij (freguesias).

## Gospodarstvo
Glavne panoge v občini so gradbeništvo, metalurgija in strojništvo, električna in elektronska oprema, razvoj programske opreme in spletno oblikovanje. Računalniška industrija je pomembna. Braga gosti sedež podjetja PRIMAVERA – Business Software Solutions SA (PRIMAVERA BSS), portugalskega multinacionalnega podjetja za programsko opremo, ki je najbolj znano po svoji vodilni programski opremi za upravljanje projektov v podjetjih. Mednarodni iberski nanotehnološki laboratorij (INL), skupni raziskovalni center za nanotehnologijo, ki sta ga ustanovila in financirata tako portugalska kot španska vlada, ima tudi sedež v Bragi. Avtomobilska industrija ima v Bragi dolgo zgodovino. Aptiv upravlja tehnični center za razvoj in proizvodnjo avtomobilskih infotainment sistemov. Ta obrat je bil prej v lasti Grundiga. Robert Bosch GmbH poleg Aptiva upravlja podoben tehnični center, predvsem za panoge infotainmenta in senzorjev. To tovarno je prej ustanovil Blaupunkt. Bosch od leta 2012 tesno sodeluje z Univerzo Minho na Portugalskem in tako ustvarja eno največjih partnerstev med univerzo in podjetjem v državi. Pri tem se lotevajo številni projekti za mobilnost prihodnosti. Leta 2018 sta bila nemška kanclerka Angela Merkel in portugalski premier António Costa na kraju samem za začetek novega tehnološkega kampusa. Univerza s sedežem v Bragi je tudi sama po sebi glavna gonilna sila mestnega gospodarstva.

## Arhitektura
- Central Avenue v Bragi
- Campo das Hortas, Braga
- Rimski miljnik XXIX na Via Romana XVIII – cesti, ki povezuje iberski mesti Bracara Augusta in Asturica Augusta
- Slavolok Rua Souto, običajno imenovan Arco da Porta Nova, slovesni lok iz 18. stoletja

Regija Braga je posejana z neolitskimi, rimskimi, srednjeveškimi in modernističnimi spomeniki, stavbami in strukturami, ki privabljajo turiste. Čeprav obstaja veliko primerov teh struktur, je Instituto de Gestão do Património Arquitectónico e Arqueológico le naslednje uvrstil med narodne spomenike:

### Arheološki
- Castro São Mamede (Castro de Monte Redondo/Castro Monte Cossourado/Castro de São Mamede)
- Rimski miljniki, več granitnih oznak iz rimskega obdobja, ki so trenutno na ogled v muzeju Diogo de Sousa, iz let 41 do 238 našega štetja, to je od vladavine cesarja Klavdija do Maksimina II.[24]
- Rimske terme Maximinus (portugalsko Termas romanas de Maximinos/Alto da Cividade/Colina dos Maximinos), odkrite v 20. stoletju, terme zavzemajo 800 kvadratnih metrov, v civilni župniji Braga (Maximinos, Sé e Cividade) in so bile zgrajene od 1. do poznega 3. stoletja;[25]

### Posvetne
- Slavolok Porta Nova/Rua de Souto (Arco da Porta Nova/Arco da Rua do Souto), baročni in neoklasicistični obok, ki ga je zasnoval André Soares v poznem 18. stoletju in krasi zahodna vrata srednjeveškega obzidja. Odprt je bil leta 1512 in se od takrat tradicionalno uporablja za predstavitve za promocijo gostujočim dostojanstvenikom in slavnim osebam.[26]
- Palača Falcões (portugalsko Palácio dos Falcões/Governo Civil de Braga), palača iz obdobja baroka, ki jo je 23. julija 1703 prvotno naročil Francisco de Meira Carrilho, kasneje pa je bila po zaporednih prenovah uporabljena kot rezidenca civilnega guvernerja;
- Vodnjak idola (portugalsko Fonte do Ídolo), rimski vodnjak iz 1. stoletja, posvečen avtohtonemu bogu, ki je v osrednji civilni župniji Braga (São José de São Lázaro e São João do Souto);
- Vodnjak železne vode (portugalsko Fonte das Águas Férreas), po odkritju z železom bogatih izvirov v župniji Fraião julija 1173 je nadškof Gaspar de Bragança ukazal občinskemu svetu, naj začne kanalizirati te vode za javno uporabo, in zgradil vrsto vodnjakov, kot je baročno okrašen glavni vodnjak;
- Bolnišnica São Marcos (portugalsko Hospital de São Marcos), s fasado, ki je primerljiva s katerim koli verskim spomenikom v mestu, Bolnišnica São Marcos, je primer zapletenega baročnega sloga Carlosa Amaranteja, z okrašenim dvojnim zvonikom in poudarki;
- Steber iz Brage (portugalsko Pelourinho de Braga), steber iz 15. stoletja, ki označuje občinsko oblast mesta, je bil večkrat postavljen, porušen in premeščen, preden so ga preselili na ozemlje stolnice Sé;[27]
- Palača Raio (portugalsko Palácio de Raio), baročno-rokokojska mestna rezidenca iz 18. stoletja, bogato okrašeno z modrimi azulejo ploščicami na fasadi Andreja Soaresa;
- Rezidenca Crivosovih (portugalsko Casas das Gelosias/Casa dos Crivos), trgovina-rezidenca iz obdobja renesanse, zgrajena zunaj starega obzidja, značilnega za poznorenesančno arhitekturo, in eden redkih primerov stavbe, prekrite z leseno rešetkasto fasado iz tega obdobje.
- Akvadukt sedmih virov (portugalsko Sete Fontes), zapleteno omrežje akvaduktov, ki je meščanom Brage zagotavljal pitno vodo;
- Theatro Circo (portugalsko Teatro Circo de Braga), gledališče iz 20. stoletja, znano po svoji arhitekturi, pa tudi po filmih, gledaliških igrah in performansih;
- Ponte do Prado
- Most Prozelo (Ponte de Prozelo/Ponte do Porto)

### Vojaški
- Torre de Santiago in del starega obzidja Brage (portugalsko Torre de Santiago e troço das antigas muralhas de Braga), del starodavnega obzidja Brage, Santiaški stolp je zasnoval portugalski baročni mojster André Soares na podlagi mešanice gotskih, baročnih in rokokojskih elementov;
- Stolp gradu Braga (Castelo de Braga), pravzaprav ostanek grajske utrdbe, zgrajene v času vladavine kralja Denisa Portugalskega, ki je bil del obrambnega sistema mesta Braga in je vključeval polkrožno obzidano ograjo s središčem v stolnici Sé.[28]

### Verski
- Nadškofijska palača Braga (portugalsko Antigo Paço Arquiepiscopal de Braga), med 14. in 18. stoletjem verska rezidenca, po 20. stoletju pa dom občinskih uradov, javne knjižnice in arhiva;
- Kapela Coimbrasov (Capela de Nossa Senhora da Conceição/Capela dos Coimbras/Capela do Senhor Morto), manuelinska kapela, ki jo je verjetno zasnoval kastiljski arhitekt Filipe Odarte, s skulpturami, pripisanimi Hodartu, oltarjem Joãoja de Ruãoja in posteriornimi nagrobnimi skulpturami istega umetnika.
- Cerkev Santa Cruz ({{lang-pt|Igreja de Santa Cruz) in bolnišnica bratovščine svetega križa Jeruzalema (Irmandade de Santa Cruz de Jerusalem), zgrajena leta 1581, kasneje pa so jo podprle nune Reda Hospitaler;
- Kapela São Frutuoso, znana tudi kot kapela São Frutuoso iz Montéliosa ali kapela São Salvadorja iz Montéliosa, je predromanska kapela, ki je del skupine verskih zgradb, ki vključuje kraljevo cerkev, ki so jo prvotno zgradili Vizigoti v 7. stoletje, v obliki grškega križa.[29]
- Samostan Tibães (portugalsko Mosteiro de Tibães), benediktinski samostan iz 17.–18. stoletja, znan po okrašenih/umetniških pozlačenih delih v koru in oltarjih;
- Svetišče Bom Jesus do Monte (vpisano na seznam svetovne dediščine julija 2019[30]), zgrajeno na Monte Santo, s pogledom na mestno širjenje Brage, 18. do zgodnjega 19. stoletja, neoklasicistično svetišče in cerkev (pred katero je bila sama baročno stopnišče), je dostopna po poti ali vzpenjači Bom Jesus (ena najstarejših na Iberskem polotoku);
- Stolnica Sé v Bragi (portugalsko Sé Catedral de Braga)
- in drugi